# Venedikt Eroféiev
Venedikt Vasilyevich Eroféiev (en ruso: Венеди́кт Васи́льевич Ерофе́ев; 24 de octubre de 1938, Niva-3, Kandalaksha – 11 de mayo de 1990, Moscú) fue un escritor y disidente soviético.

## Biografía
Eroféiev nació en el hospital de maternidad de Niva-3, un suburbio de Kandalaksha, en el óblast de Murmansk, un asentamiento de "colonos especiales" empleados en la construcción de la central hidroeléctrica Niva GES-3, en el río Niva. El registro hecho en su certificado de nacimiento declara que su lugar de nacimiento es el lugar de residencia de sus padres: estación de tren de Chupa, distrito de Loukhsky, RASS de Carelia.
Su padre fue encarcelado durante las purgas de Stalin, pero sobrevivió 16 años en los gulags. La mayor parte de la infancia de Eroféiev la pasó en Kirovsk, Murmansk. Logró ingresar en el departamento de filología de la Universidad Estatal de Moscú, pero fue expulsado de la universidad después de un año y medio porque no asistió a la formación militar obligatoria. Más tarde, estudió en varios institutos más en diferentes ciudades, incluyendo Kolomna y Vladímir, pero nunca logró graduarse de ninguno, generalmente fue expulsado debido a su "comportamiento amoral".
Entre 1958 y 1975, Yerofeyev vivió sin propiska en varias ciudades de Rusia, Ucrania, Bielorrusia y Lituania, también pasó algún tiempo en Uzbekistán y Tayikistán, realizando diferentes trabajos de bajo nivel y mal pagados; por un tiempo vivió y trabajó en la dacha Muromtsev en Moscú. Comenzó a escribir a los 17 años y en la década de 1960, presentó sin éxito varios artículos sobre Henrik Ibsen y Knut Hamsun a revistas literarias.